# Rozsdafoltos petymeg
A rozsdafoltos petymeg (Genetta maculata) az emlősök (Mammalia) osztályába, a ragadozók (Carnivora) rendjébe, a macskaalkatúak (Feliformia) alrendjébe és a cibetmacskafélék (Viverridae) családjába tartozó petymegek (Genetta) egyik faja.

## Jellemzői
A rozsdafoltos petymeg fejének és testének együttes hossza 44,3-52,1 centiméter a hímeknél, 41,1-49,9 centiméter a nőstényeknél. A farok hossza nagyjából ugyanakkora mindkét nemnél, 39,5-54 centimétert ér el. Karcsú felépítésű, nagyon rövid bundával, és a színe is nagyon változékony lehet. Az alapszín fakósárgától és homokbarnától a vörösesbarnán át a szürkéssárgáig változhat, a hason fehéresszürkétől fakósárgáig. A testen a petymegekre jellemzően sötét csíkok és foltok találhatók. A foltok színe feketétől sötét vörösesbarnáig terjed, méretük és formájuk is igen változékony, és általában nem érnek egymásba. Nyaki csíkjai jól fejlettek, a válltól a farok tövéig a gerinc mentén, a hát közepén húzódó vonal színében a foltoknak felel meg. A vonalnál lévő szőrök rövidek, és nem alkotnak gerinc menti taréjt. A farok gyűrűs mintázatú hét-kilenc világos és sötét gyűrűvel, a világosak aránya a sötétek szélességének 50-75%-át teszik ki, a farokhegy sötét. A lábak tisztán foltosak, a hátsó mancsok hátsó részét vastag, sötét szőr borítja. Az arc szintén tisztán rajzolt, jól látható sötét maszkkal és a pofa területén sötét vonallal, valamint a szemek felett és alatt fehér foltokkal. Tömege 1,3-3 kilogramm közt változik.

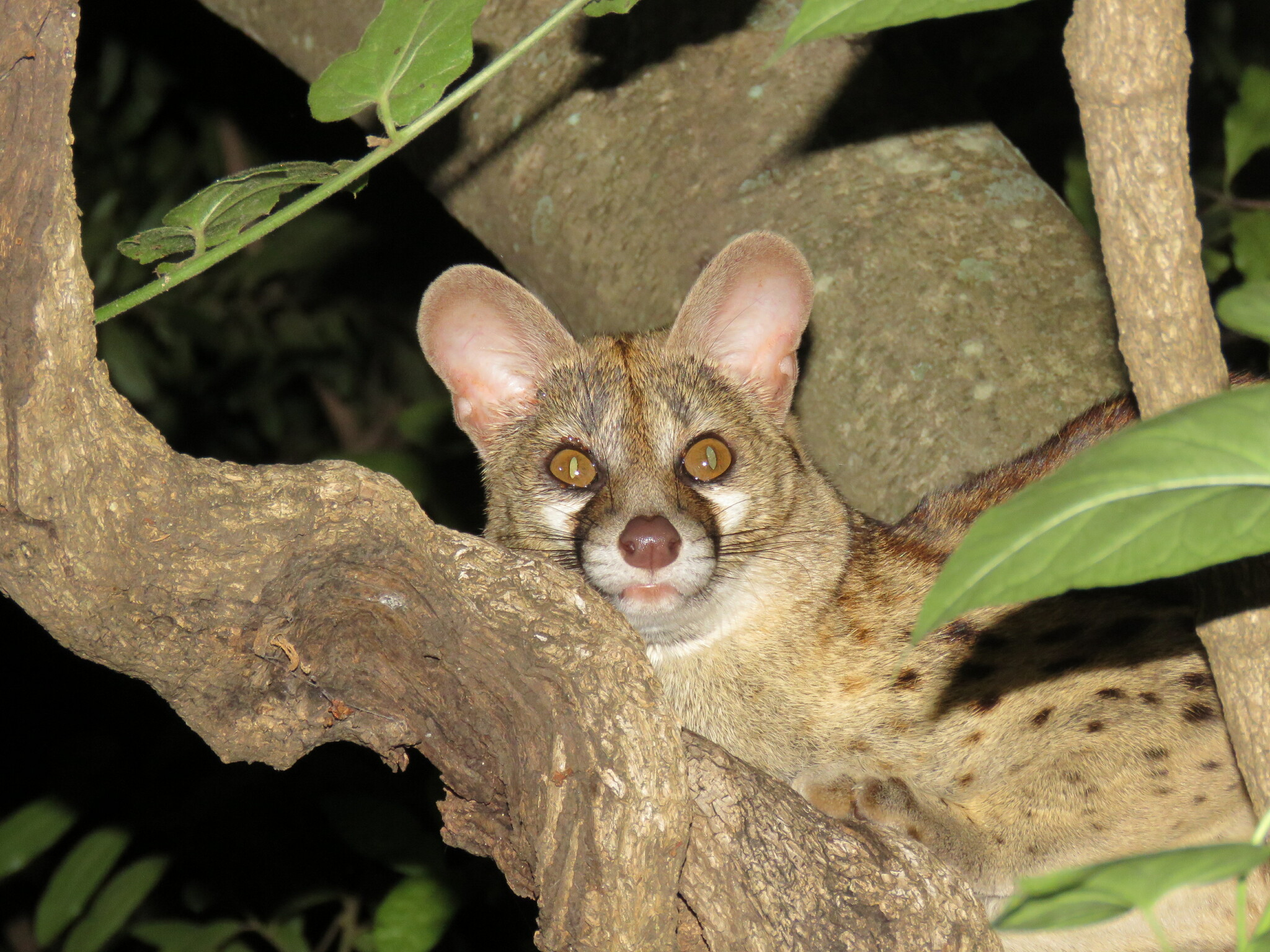
Portré

## Elterjedése, élőhelye
A rozsdafoltos petymeg Afrikában a Szaharától délre nagy területen elterjedt. Az elterjedési terület a nyugat-afrikai Volta folyótól Eritreáig és Szomáliáig, valamint délen Közép-Namíbiáig és Dél-Afrika KwaZulu-Natal tartományáig húzódik. Az IUCN tudása szerint azonban Dzsibutiból nincsenek róla feljegyzések. Nem világos, hogy a Togóban és Beninben élő állatok a rozsdafoltos vagy a párducpetymegnek (Genetta pardina), vagy pedig mindkettőnek felelnek meg. Bár Harrington és társai szerint Bioko szigetén is jelen lehet a faj, az újabb érvelések erősen azt jelzik, hogy nem ez a helyzet.

A faj élőhelyei változatosak, a trópusi esőerdőket, mocsaras területeket, part menti növényzetet, nyílt és zárt, valamint nedves erdőket, szavanna-erdő mozaikokat, bozótosokat és füves szavannákat egyaránt magukban foglalják. A különösen száraz szavannákat és más régiókat azonban elkerüli. Előfordul művelt, tanyasi és részben városi területeken is.

## Életmódja
A rozsdafoltos petymeg nagyrészt éjszakai életmódot folytat, ritkán azonban nappal is aktív. Pihenőhelyei fákon, barlangokban, gyökerek alatt és más búvóhelyeken találhatóak. Elhagyott földimalac- vagy nyúlodvakat, valamint emberek által épített menedékhelyeket is használnak. Normál esetben az állatok magányosak, csak párzási és nevelési időszakban alkotnak párt. Területüket vizelettel és ürülékkel jelölik meg, a fákon lévő karmolások is ezt a célt szolgálják.

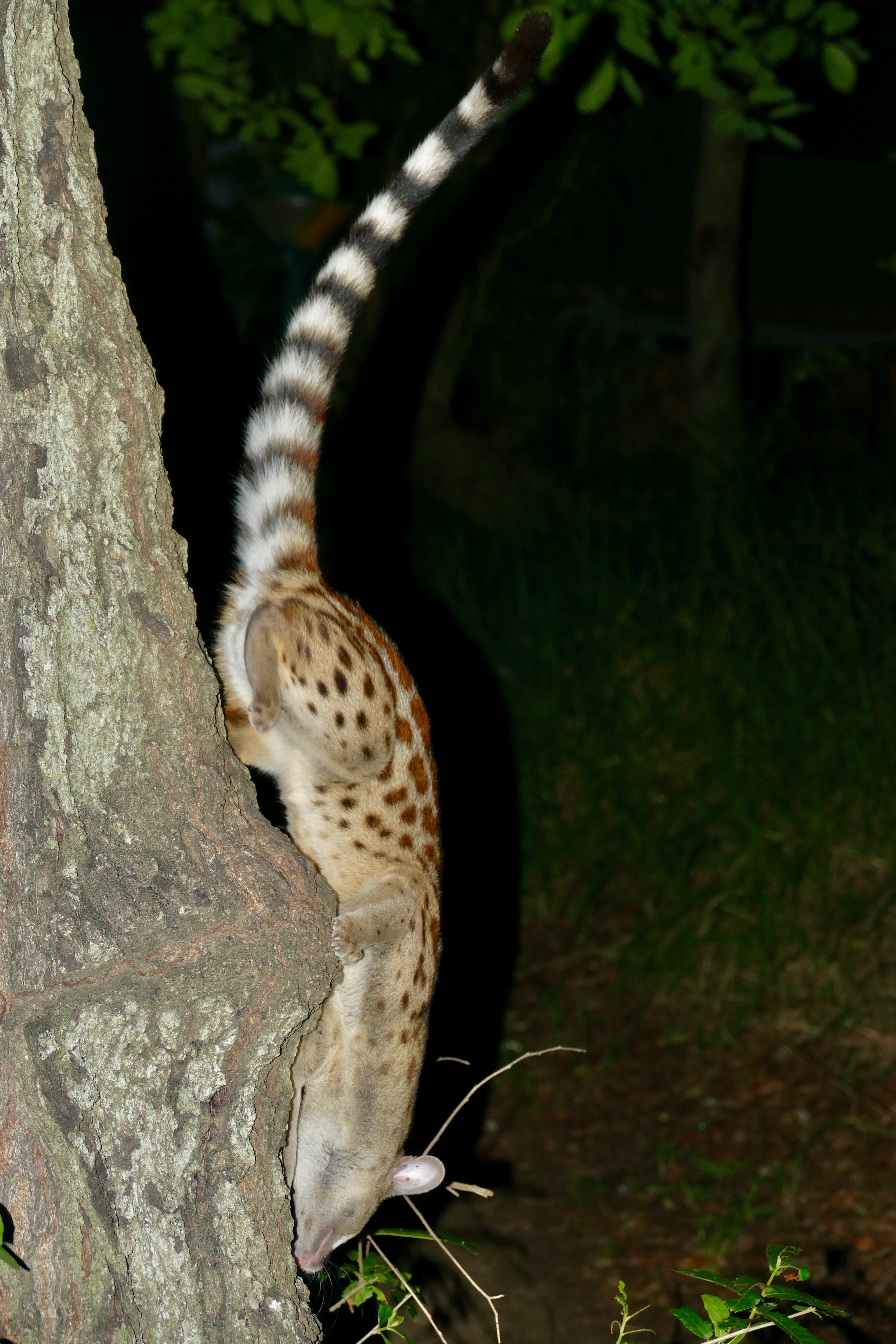
Rozsdafoltos petymeg lemászik egy fáról

### Táplálkozás
A faj elsősorban ragadozóként táplálkozik, de régiónként változóan vegetáriánus táplálékot, így gyümölcsöket és magvakat is fogyaszthat. Zsákmányállatokként kisemlősöket, madarakat és tojásaikat, hüllőket, kétéltűeket, halakat, csigákat és kagylókat, százlábúakat, pókokat és skorpiókat, valamint rovarokat ejthet és fogyaszthat el. A zsákmányállatok közé tartoznak többek között a Cricetomys-fajokhoz, a nigériai cickányhoz (Crocidura nigeriae), a Temminck-egérhez (Mus musculoides), a Tullberg-sokcsecsűpatkányhoz (Praomys tullbergi), a Peter-erdeipatkányhoz (Hybomys univittatus) és a tipikus csíkos fűegérhez (Lemniscomys striatus) hasonló rágcsálók. A pirosszemű gerle (Streptopelia semitorquata), a telepes agáma (Agama agama), a Mabuya-szkinkek, soklábúak, egyenesszárnyúak, bogarak, valamint a bogyók is szerepelnek a zsákmányállatok közt. Az étrend konkrét összetétele régióként nagyon eltérő lehet.

### Szaporodás
A párzási időszakban a hím nőstények után néz. A hím üldözi a nőstényt, lihegve és morogva szólítja udvarlásra. A társkapcsolat kezdetén a nőstény hátsó lábait és farkát leengedi, mielőtt elmenekül. Időnként válaszol a hím hívásaira, és megengedi számára a szorosabb érintkezést. Mikor készen áll a párzásra, mindkét partner megszagolja és összedörzsöli egymás arcát. A nőstény felemeli a farkát, és széttárt lábakkal, megemelt hassal guggol. A hím hátulról a nőstényre mászik, és megragadja a mellkasát. Az egyesülés körülbelül öt percig tart, majd a hím leszáll a nőstényről, amely aztán olykor a hátára gurul.
A vemhesség 70-77 napig tart, aminek végén a nőstény 2-5 kölyökből álló almot hoz világra egy üreges fában vagy levélfészekben; régiótól függően eltérő időben következhet be a születés. Kenyában két fő születési időszakot azonosítottak októbertől decemberig és márciustól májusig, más területeken ezek korábban vagy később zajlanak. Születéskor a kölykök vakok és rövid szőrűek, körülbelül 10 nap múlva nyílik ki a szemük. Első szemfogaik nagyjából 4 hét múlva törik át az ínyt. Körülbelül 6 hetesen elkezdenek szilárd táplálékot enni, és nagyjából 28 hét múlva már képesek a kisebb zsákmány elejtésére.

## Természetvédelmi helyzete
Nagy elterjedési területe, változatos élőhelyeken való előfordulása és a súlyos fenyegetések jelenlegi hiánya miatt a Természetvédelmi Világszövetség (IUCN) a rozsdafoltos petymeget nem fenyegetett fajként tartja számon. Viszonylag gyakori, bár éjszakai szokásai miatt a róla szóló feljegyzések ritkák lehetnek. Elterjedési területükön keresztül számos védett területen is előfordulnak.
Az állatokat regionálisan vadásszák és húsukat értékesítik, emellett olykor csirketolvajként szidják, és a gazdák méreggel vagy csapdákkal megölik őket. Alkalmanként a házi macskák és kutyák is végeznek velük.

## Rendszertani helyzete
1830-ban a brit zoológus John Edward Gray a rozsdafoltos petymeget egy, a Londoni Towernél lévő menazsériából származó zoológiai példány alapján írta le Viverra maculata néven. Az 1800-as és 1900-as években számos taxonómus a természettörténeti múzeumok által beszerzett példányoknak a következő faj- és alfajneveket javasolta:
- fieldiana Du Chaillu, 1860
- aequatorialis Heuglin, 1866
- erlangeri, gleimi, schraderi, stuhlmanni, zambesiana Matschie, 1902
- matschiei Neumann, 1902
- pumila Hollister, 1916
- insularis Cabrera, 1921
- soror Schwarz, 1929
- rubiginosa albiventris Roberts, 1932
- deorum Funaioli and Simonetta, 1960

A korábban szinonimaként és alfajként számon tartott letabae-t (Thomas és Schwann, 1906) Philippe Gaubert és társai külön fajként kezelik Genetta letabae (Letaba-petymeg) néven, a zuluensis elnevezést ezen faj szinonimájaként tüntették fel. Hasonlóképpen a Crawford-Cabral által a párducpetymeg alfajaként leírt schoutedeni-t (Schouteden-petymeg) szintén fajként említik, a suahelica elnevezést pedig ennek a szinonimájaként. A rozsdafoltos petymeget ugyanakkor a múltban szintén számos alkalommal szinonimizálták más petymegfajokkal, például a párduc- és a nagyfoltú petymeggel (G. tigrina).
Az Amerikai Mammalógusok Társasága (American Society of Mammalogists) a fajt Genetta fieldiana néven tartja számon. Ezt azzal okolják, hogy a maculata elnevezés a Viverra maculata névben foglalt (ami a Dasyurus maculatus eredetileg leírt neve). Bár volt egy kísérlet a maculata fajnév megőrzésére a rozsdafoltos petymegnél, ám ezt az ICZN elutasította, a fieldiana pedig a következő elérhető név a petymegfaj számára.
Wilson és Reeder (2005) nem ismer el alfajokat a rozsdafoltos petymegnek, Jennings és Veron (2009) pedig 4 alfajt ismer el; mivel azonban az általuk alfajként kezelt letabae-t újabban önálló fajnak tekintik, így anélkül 3 alfaja van:
- G. m. maculata - Etiópia és Eritrea
- G. m. mossambica - Mozambik és Dél-Afrika
- G. m. zambesiana - Malawi és Zimbabwe

## Galéria

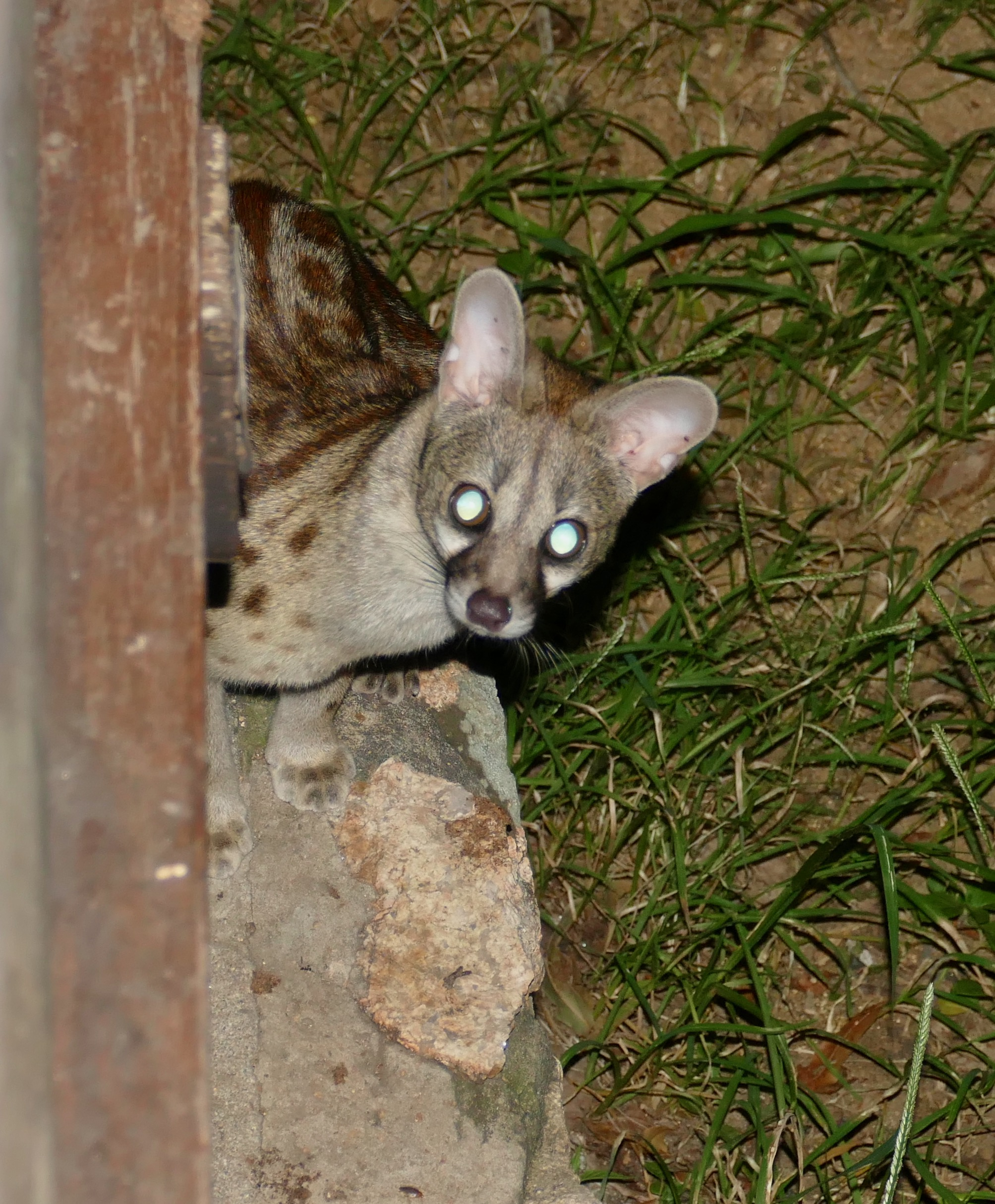
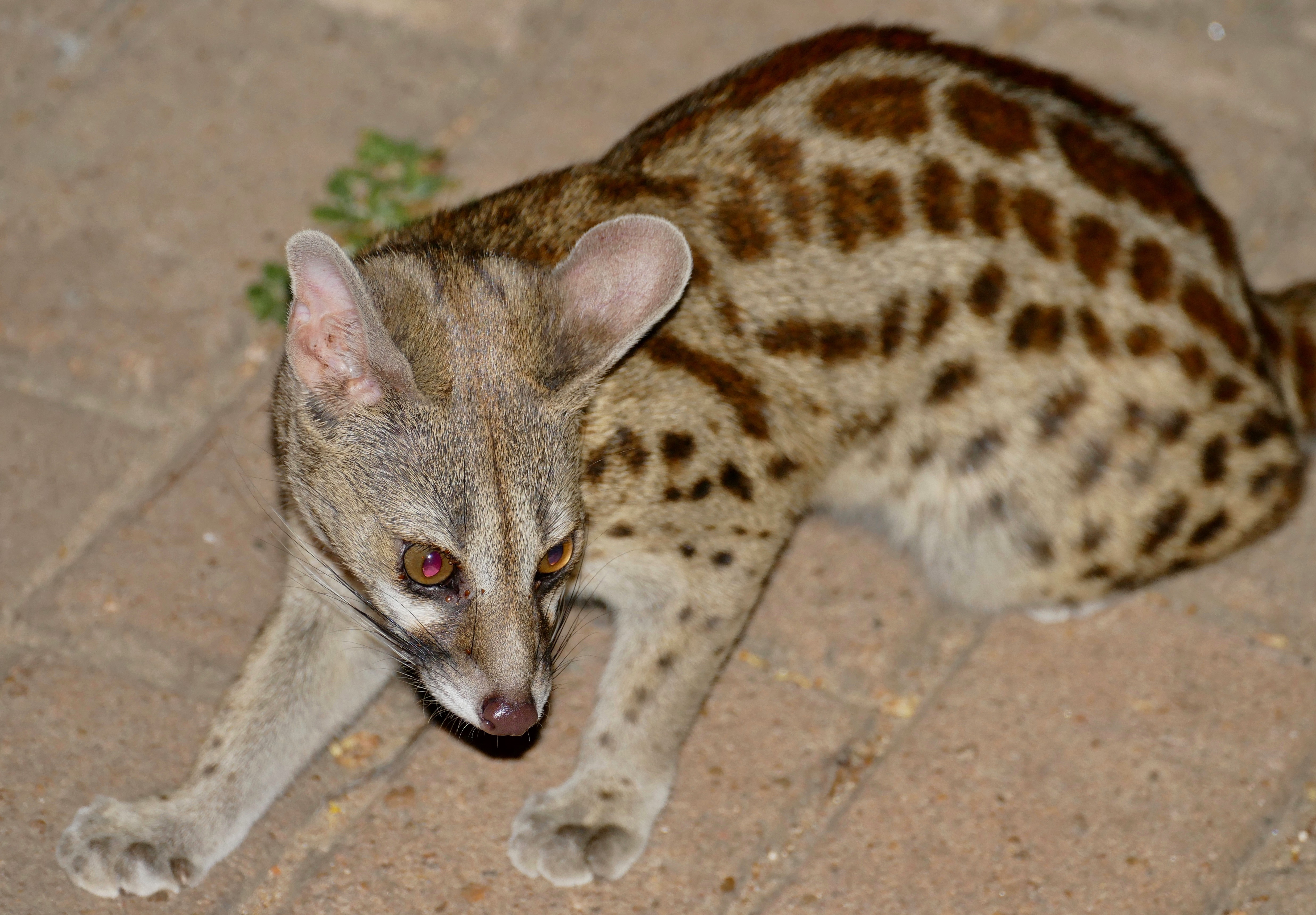
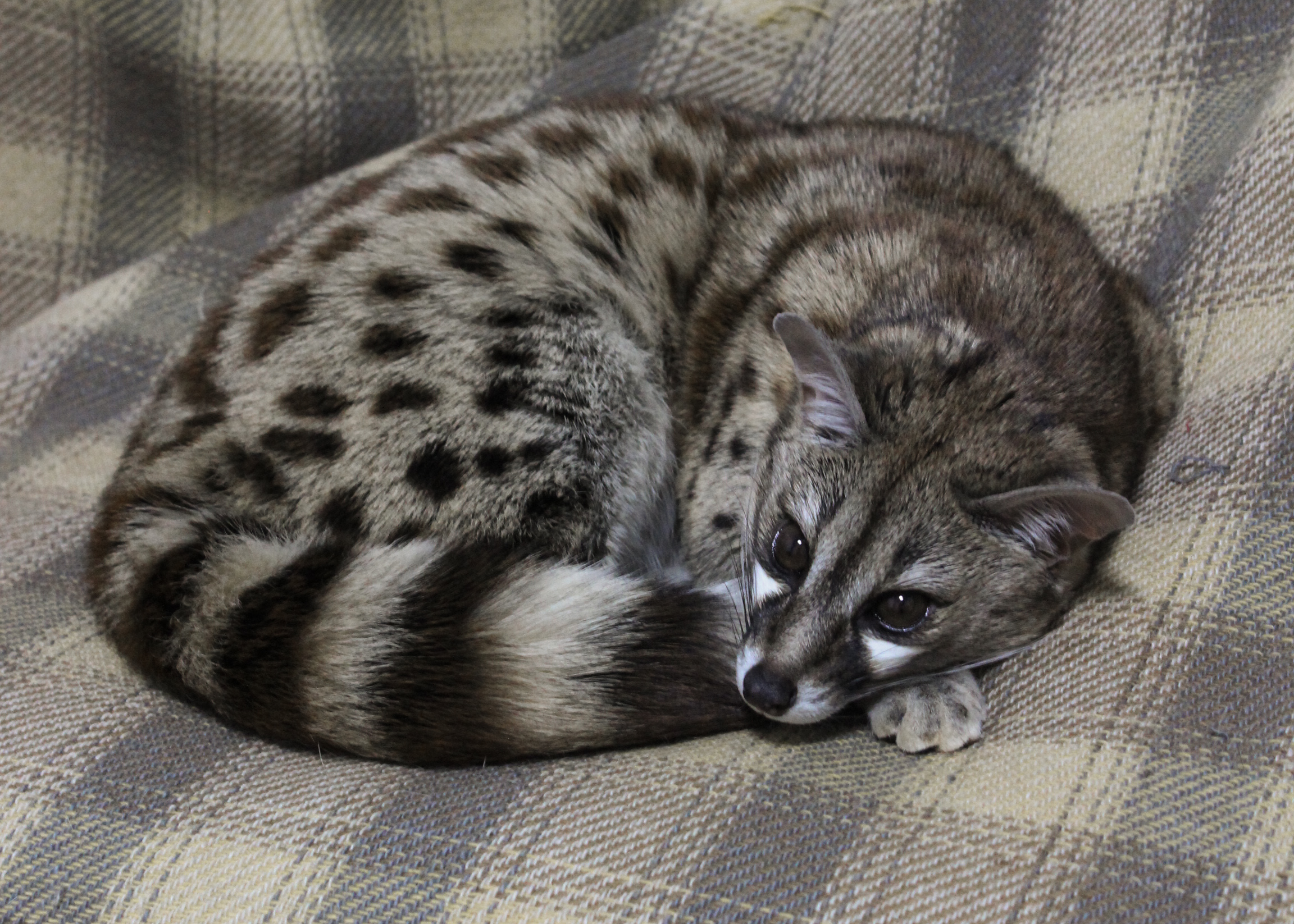
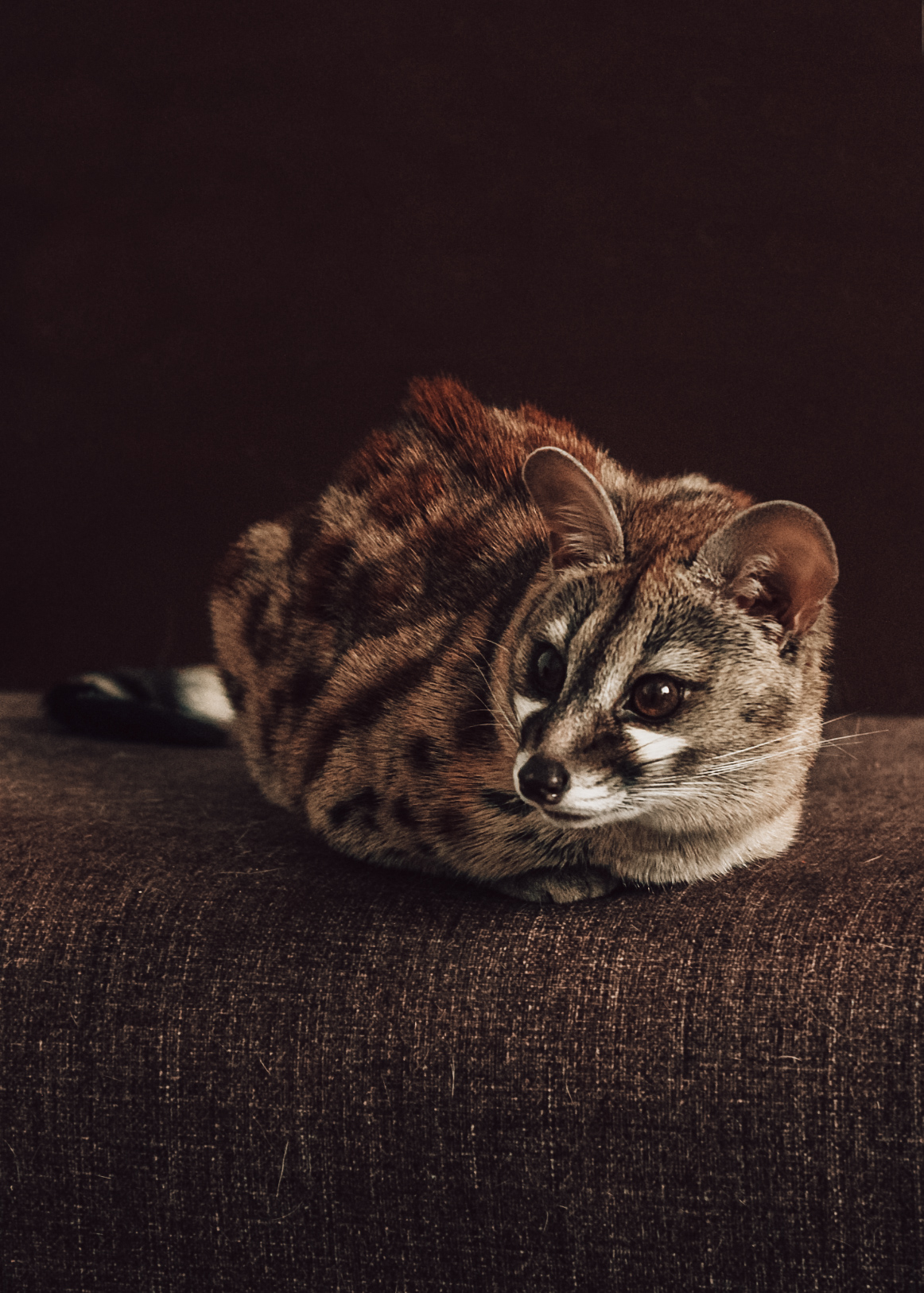
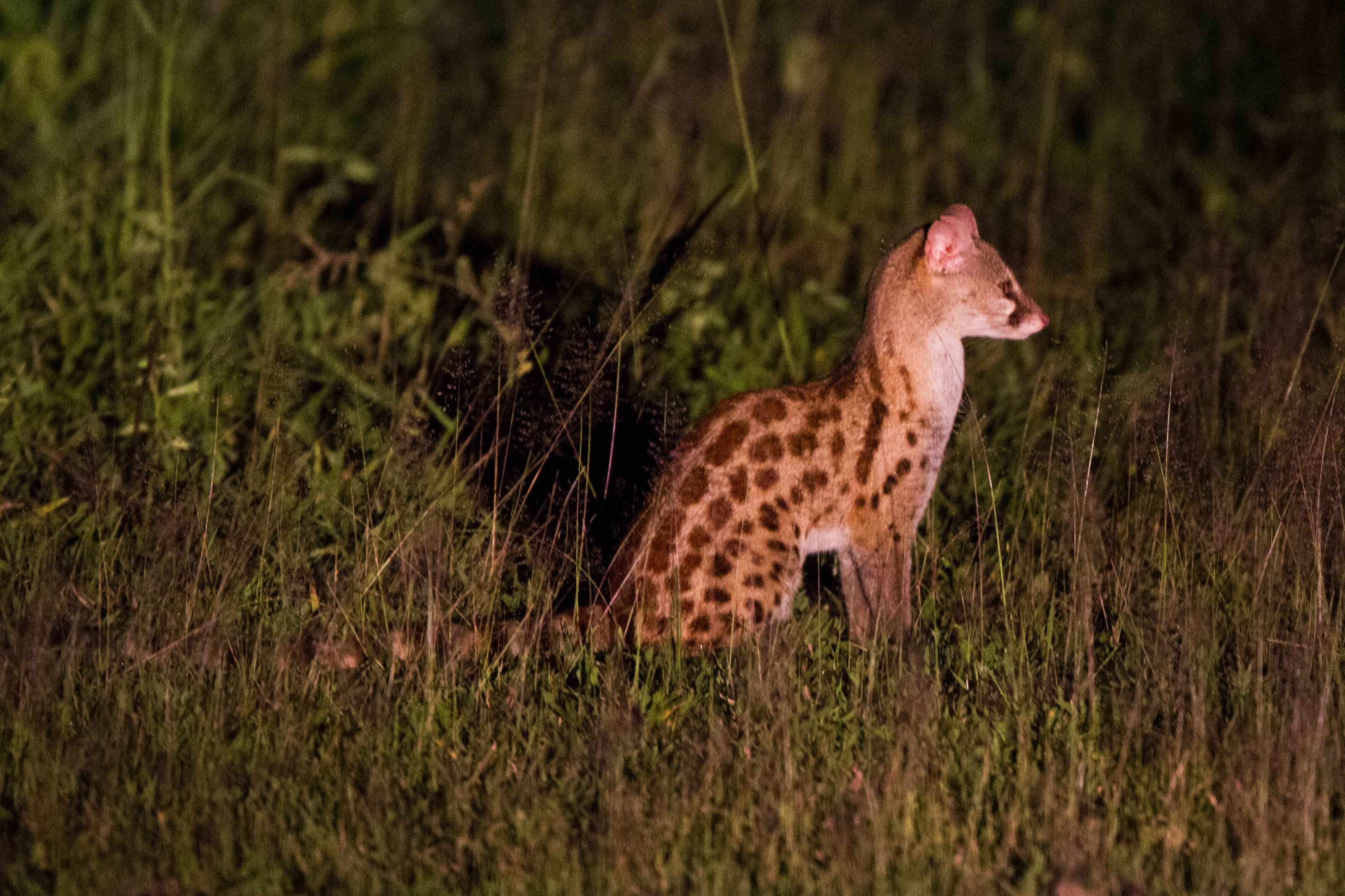
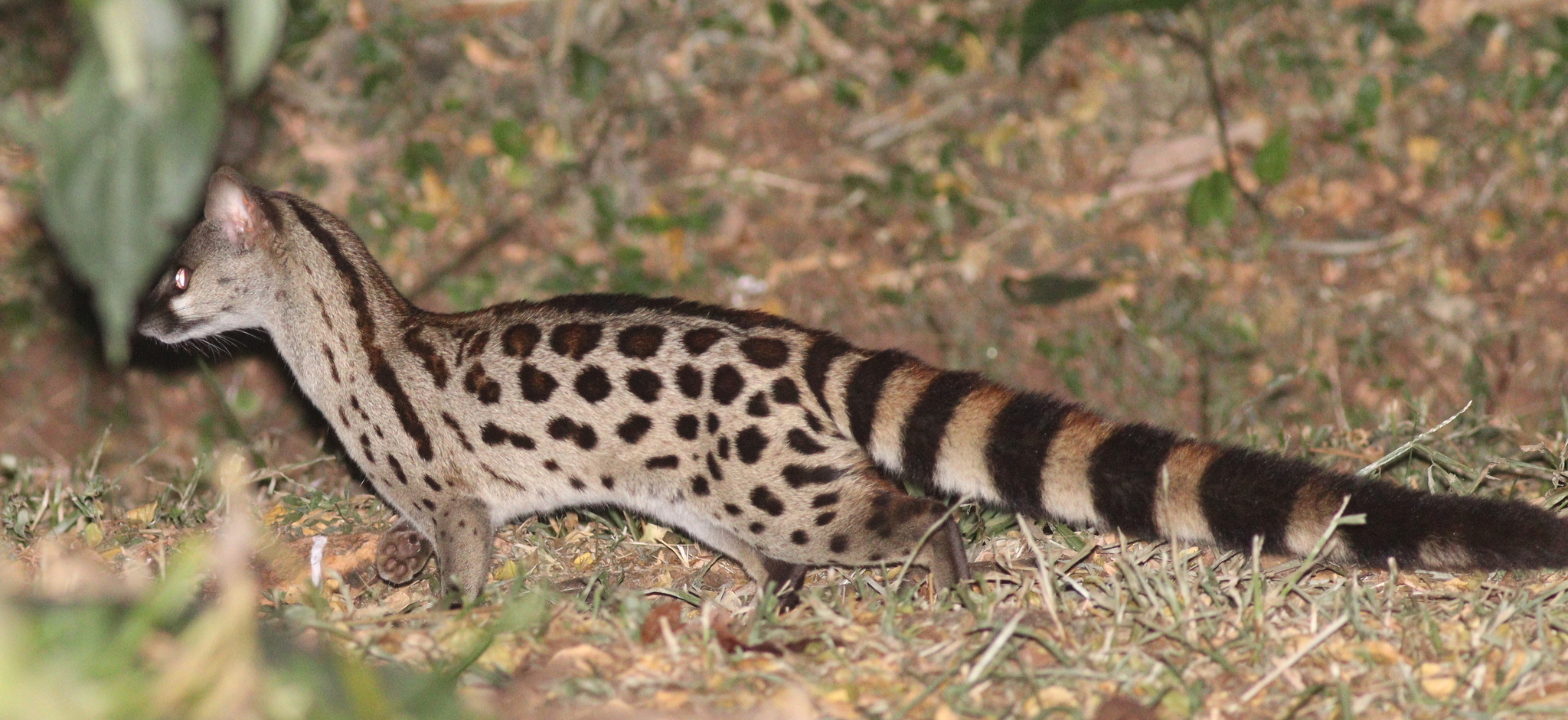

## Fordítás
Ez a szócikk részben vagy egészben  a   Großfleck-Ginsterkatze című német Wikipédia-szócikk ezen változatának fordításán alapul.  Az eredeti cikk szerkesztőit annak laptörténete sorolja fel. Ez a jelzés csupán a megfogalmazás eredetét és a szerzői jogokat jelzi, nem szolgál a cikkben szereplő információk forrásmegjelöléseként.